# Helmut Schwichtenberg

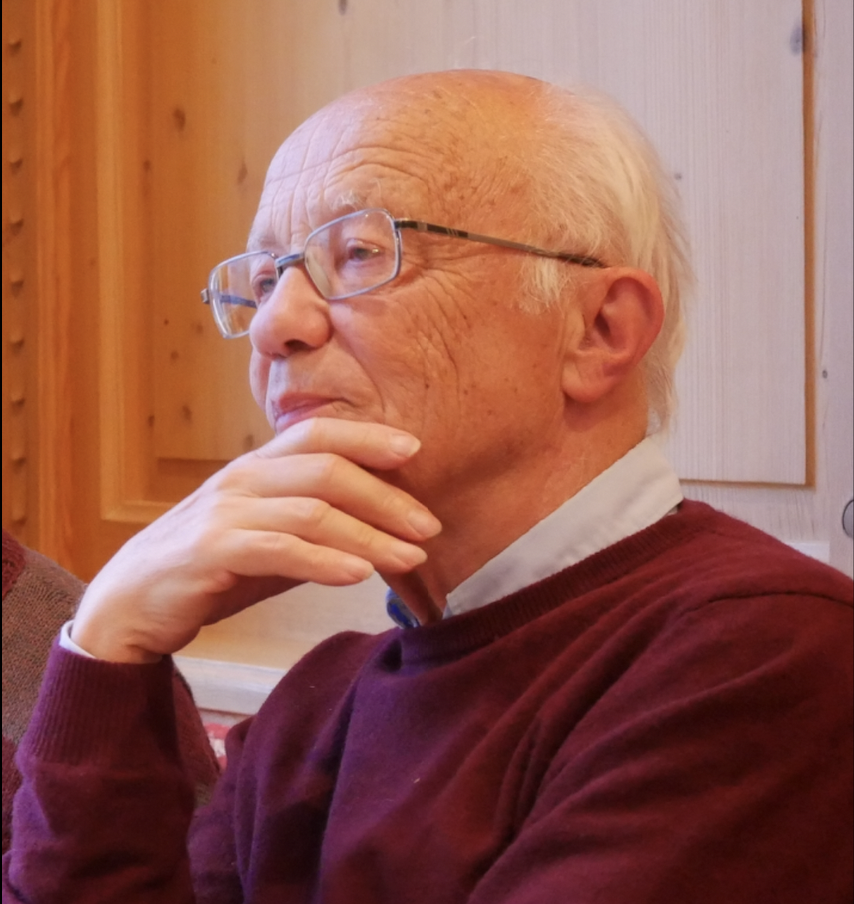
Helmut Schwichtenberg, 2022

Helmut Schwichtenberg (* 5. April 1942 in Sagan, Schlesien) ist ein deutscher mathematischer Logiker.
Schwichtenberg studierte ab 1961 Mathematik an der FU Berlin und ab 1964  an der Universität Münster, an der er 1968 bei Dieter Rödding promoviert wurde (Eine Klassifikation der mehrfach rekursiven Funktionen). Er war danach Assistent und dann Professor in Münster und ist seit 1978 Ordinarius für mathematische Logik an der Ludwig-Maximilians-Universität München (Nachfolge Kurt Schütte).
Schwichtenberg befasst sich unter anderem mit der Beweistheorie, der Theorie der Berechenbarkeit, dem Lambda-Kalkül und mit Anwendungen der Logik in der Informatik. Das MINLOG-System, ein Beweisassistent, wurde von Schwichtenberg und seinem Team an der LMU entwickelt.
Er ist Mitglied der Bayerischen Akademie der Wissenschaften.

## Schriften
- mit Stanley S. Wainer: Proofs and Computations. Cambridge University Press, Cambridge u. a. 2012, ISBN 978-0-521-51769-0.
- mit Anne S. Troelstra: Basic Proof Theory (= Cambridge Tracts in Theoretical Computer Science. 43). Cambridge University Press, Cambridge u. a. 1996, ISBN 0-521-57223-1 (2. Auflage. ebenda 2000, ISBN 0-521-77911-1).
- mit Kurt Schütte: Mathematische Logik. In: Gerd Fischer, Friedrich Hirzebruch, Winfried Scharlau, Willi Törnig (Hrsg.) Ein Jahrhundert Mathematik. 1890–1990. Festschrift zum Jubiläum der DMV (= Dokumente zur Geschichte der Mathematik. Bd. 6). Vieweg, Braunschweig u. a. 1990, ISBN 3-528-06326-2, S. 717–740.